# 卡纳克解放党
卡纳克解放党（法語：Parti de libération kanak, Palika，缩写为Palika）是新喀里多尼亚的一个极左翼政党。该党成立于1975年。该党的意识形态是卡纳克民族主义、科学社会主义。该党主张新喀里多尼亚脱离法国独立。该党的发言人是Adolphe Digoué和Charles Washetine。该党的总部位于努美阿。该党是争取独立民族联盟的成员。1981年，该党分裂出卡纳克社会主义解放。